# Ozophora burmeisteri
Ozophora burmeisteri är en insektsart som först beskrevs av Guérin-Méneville 1857.  Ozophora burmeisteri ingår i släktet Ozophora och familjen Rhyparochromidae. Inga underarter finns listade i Catalogue of Life.